# Ruecroft-Gletscher
Der Ruecroft-Gletscher ist steiler Gletscher im ostantarktischen Viktorialand. Er fließt östlich des Holmes Block und südlich des Rampart Ridge zum Skelton-Gletscher.
Das Advisory Committee on Antarctic Names benannte ihn 1994 nach George Ruecroft, kartografischer Techniker in der Abteilung für Spezialkarten des United States Geological Survey von 1960 bis 1984.